# 尤普·德瓦尔
约瑟夫·“尤普”·德瓦尔（Josef "Jupp" Derwall，1927年3月10日—2007年6月26日），德国著名足球教练员，曾率领德国足球队夺得1982年世界杯足球赛亚军和1980年欧洲足球锦标赛冠军。
德瓦尔1938年开始足球生涯，先后效力于亚琛足球俱乐部和杜塞尔多夫足球俱乐部，司职中场或前锋，曾两次参加德国杯决赛，但是两度败北。德瓦尔曾经代表联邦德国国家足球队出场两次，但是未能入选世界杯阵容。
1959年退役后，德瓦尔赴瑞士执教。1970年，德瓦尔出任西德足球队助理教练，1978年出任主教练。他率队夺得了欧洲杯冠军，但是在1982年世界杯决赛中负于意大利国家足球队。1984年，西德队在欧洲杯小组赛中被淘汰，德瓦尔引咎辞职。
此后德瓦尔赴土耳其执教加拉塔萨雷队，1987年退休后返回德国。2007年逝世于萨尔州家中。